# Gaetano Novello
Gaetano Novello (Taranto, 16 aprile 1931 – Pescara, 20 aprile 2020) è stato un politico italiano.

## Biografia
Nato a Taranto, si trasferì a Pescara, dove militò politicamente nelle file della Democrazia Cristiana, finendo eletto più volte consigliere comunale. Fu assessore all'urbanistica e ai lavori pubblici e sindaco di Pescara eletto nel 1970. Durante il suo mandato si occupò soprattutto di commercio e di edilizia e fu l'artefice delle case popolari Gescal ai Colli. Prese parte insieme a Giorgio Di Carlo e Luciano Fabiani della cosiddetta "pace di Popoli", che sanciva il riconoscimento dell'Aquila quale capoluogo di regione, a dispetto di Pescara che tuttavia ebbe la sede di alcuni assessorati.
Dal 1985 al 1995 fu consigliere regionale dell'Abruzzo, assessore regionale ai trasporti dal 1988 al 1990 e presidente del consiglio regionale dal giugno 1985 al novembre 1988; passato al Partito Popolare Italiano in seguito alla dissoluzione della DC, fu vicepresidente del consiglio regionale da maggio a luglio 1994. Fu tra i fondatori dell'ARPA (Autolinee Regionali Pubbliche Abruzzesi).
Per anni dirigente dell'Eni in Africa, favorì l'apertura in Abruzzo di numerosi stabilimenti di Coca Cola.
Morì a Pescara il 20 aprile 2020, poco dopo avere compiuto ottantanove anni.